# Salix firouzkuhensis
Salix firouzkuhensis är en videväxtart som beskrevs av Maassoumi. Salix firouzkuhensis ingår i släktet viden, och familjen videväxter. Inga underarter finns listade i Catalogue of Life.